# アントニオ・サランドラ
アントニオ・サランドラ（Antonio Salandra、1853年8月13日 - 1931年12月9日）は、イタリアの政治家、ジャーナリスト、作家であり、1914年から1916年にかけて第21代イタリア首相を務めた。彼は第一次世界大戦において連合国側に立っての参戦を確実にした。

## 経歴
トロイア（プーリア州フォッジャ県）に生まれた彼は1875年にフェデリコ2世ナポリ大学を卒業しローマ・ラ・サピエンツァ大学の講師となり、その後行政法の教授になった。彼はルイジ・ペルー保守政権で農業大臣（1899年～1900年）を務めその後シドニー・ソンニーノ政権で財務大臣（1906年）とイタリア大蔵大臣（1909年～1910年）を務めた。ジョヴァンニ・ジョリッティ政権の崩壊に伴い、1914年3月21日に首相に就任した。サランドラ政権はイタリアが長年見てきた中で最も保守的な政権であった。
1914年8月に第一次世界大戦が勃発するとサランドラはイタリアは出兵しないと宣言し三国同盟は防衛的な立場に過ぎず、オーストリア＝ハンガリー帝国は侵略者であると主張した。サランドラはイタリアがどちら側に参戦するかについての決断をし、連合国側への参戦を決断した。こうして1915年5月23日にイタリアはオーストリア＝ハンガリーに対して宣戦布告をした。第一次世界大戦後、サランドラはさらに右傾化し1922年のムッソリーニの政権獲得を支持した。その後、サランドラは1931年12月9日にローマで死去した。